# Füchse Berlin
Füchse Berlin (voorheen Rheinickendorfer Füchse) is een handbalclub uit Berlijn. Thuisstadion is de Max-Schmeling-Halle in Berlin-Prenzlauer Berg. Het mannenteam speelt sinds het seizoen 2007/08 weer in de Handball-Bundesliga der Männer. Het vrouwenteam komt uit in de 2. Handball Bundesliga Frauen.
De club ontstond uit de Füchse Berlin Reinickendorf e.V. Berliner Turn- und Sportverein von 1891, zoals de naam zegt opgericht in 1891.

## Handbalprijzen
Kampioen van Duitsland
- 2025

Wereldkampioenschap voor clubs
- 2015, 2016